# Jiří Pujman
Jiří Pujman (1904 – 1964) byl český voják a odbojář, člen ilegální vojenské organizace Obrana národa. V řadách odbojářů se podílel na vydávání vojenské varianty časopisu V boj. Před zatčením gestapem unikl odchodem za hranice a složitou cestou se z Moravy dostal do Anglie.
Stal se příslušníkem československých pozemních jednotek na Západě, byl velitelem protiletadlové baterie Československé samostatné obrněné brigády, účastnil se bojů u Dunkerque a později byl zástupcem velitele tzv. Československého Kombinovaného oddílu. Tento symbolický oddíl (o síle 140 mužů) vyrazil 23. dubna 1945 pod velením majora Aloise Sítka k západní hranici Československa. Připojil se k americké 3. armádě generála George Pattona a 1. května 1945 překročil u Chebu naše předválečné státní hranice. V západních Čechách zůstala stát vojska na demarkační čáře Karlovy Vary – Rokycany – České Budějovice a dále již nepostupovala. A tak Kombinovaný oddíl obrněné divize dorazil do Prahy symbolicky až dne 12. května 1945. Válečný deník Jiřího Pujmana se stal pro badatele a válečné historiky cenným zdrojem podrobných informací o „Československém Kombinovaném oddílu“ především v závěru jeho působení na našem území tj. v květnu 1945.
Jiří Pujman přežil nejen válku, ale i 50. léta. Druhého příjezdu sovětských tanků v srpnu 1968 se nedožil. Zemřel ve věku 60 let.

## Působení v odboji
Jiří Pujman byl úředníkem Úrazové dělnické pojišťovny. Když vypukla druhá světová válka, zapojil se (spolu se svou ženou Marií Pujmanovou ) do nekomunistického protinacistického odboje v organizaci Obrana národa. Organizačně byl začleněn do části této ilegální organizace, která spadala pod vedení majora Jana Sadílka. Jiří Pujman se záhy stal hlavou odboje v regionu tehdejší Prahy 7 (Holešovice). Zajišťoval spojení se zaměstnanci nádraží Holešovice s jejichž pomocí byl distribuován ilegální časopis V boj. Také měl napojení na členy Branného svazu československých motoristů (BSČM) (někdy označován jen jako „Klub motoristů“), kteří rozváželi tuto tiskovinu a připravovali protiněmecké sabotáže. V bytě Jiřího a Marie Pujmanových se některá čísla nelegálního časopisu V boj tiskla a často tam přenocovali gestapem hledaní ilegálové nebo vydavatelé této tiskoviny.

## Gestapo jej nezatklo
Po rozbití první garnitury Obrany národa gestapem došlo i k prozrazení ilegální činnosti Jiřího Pujmana. Při pokusu o jeho zatčení v místě bydliště se těsně minul ve dveřích domu s úředníky, kteří jej přišli zatknout, ale neznali jeho podobu. Vpustil je do domu a pokračoval ve své cestě do zaměstnání. Na pracovišti byl včas upozorněn, že jej ráno hledalo gestapo. Se zatýkacími úředníky se setkal znovu na chodbě Úrazové dělnické pojišťovny. Stále nepoznán jim ukázal kancelář úředníka Pujmana a definitivně (dne 30. května 1940) odešel do ilegality. Několik prvních dní se skrýval u bytné své matky, ale později Prahu opustil a přesunul se na Vysočinu.

## Tajný úkryt
V domě Pujmanových (na tehdejším Holešovickém náměstí
) byla v tajném úkrytu zazděna vysílačka, zbraně a zásoby benzínu. Před svým odchodem na Moravu vyzvedl Jiří Pujman vysílačku, kterou se mu tam podařilo převézt.

## Anabáze z Moravy až do Anglie
Z Moravy přešel Jiří Pujman na Slovensko odkud se přes Maďarsko dostal do Bělehradu. Zde byl krátce internován v táboře v Tomiči. Poté, co získal od krajanů pas, utekl přes Řecko a Turecko na Střední východ. V prosinci 1940 se Jiří Pujman stal příslušníkem 11. pěšího praporu vedeného generálem Karlem Klapálkem. Do bojů u Tobruku se zapojil v období mezi prosincem 1942 a červnem 1943. Později byla pěší jednotka z Tobruku převelena a reorganizována. Jiří Pujman působil jako zpravodajec, byl redaktorem časopisu Čechoslovák v Orientě, později absolvoval protiletecké školení a stal se velitelem roty. V srpnu 1943 odjel se svou jednotkou (lodí Mauretania) do Anglie.

## Dunkerque a vstup do Kombinovaného oddílu
Po vylodění spojenců v Normandii v „den D“ 6. června 1944 se účastnil bojů u Dunkerque. V dubnu následujícího roku (1945) se stal členem tzv. Československého Kombinovaného oddílu. 

## Jiří Pujman v Kombinovaném oddílu
Československý Kombinovaný oddíl byl vyslán dne 23. dubna 1945 z prostoru Dunkerque ve Francii, aby po boku americké armády vstoupil jako první, symbolický reprezentant československých zahraničních jednotek ze západní fronty na půdu své vlasti. Štábní kapitán Jiří Pujman byl jmenován zástupcem velitele tohoto oddílu (oddílu velel podplukovník Alois Sítek).

### Ve vlasti v květnu 1945

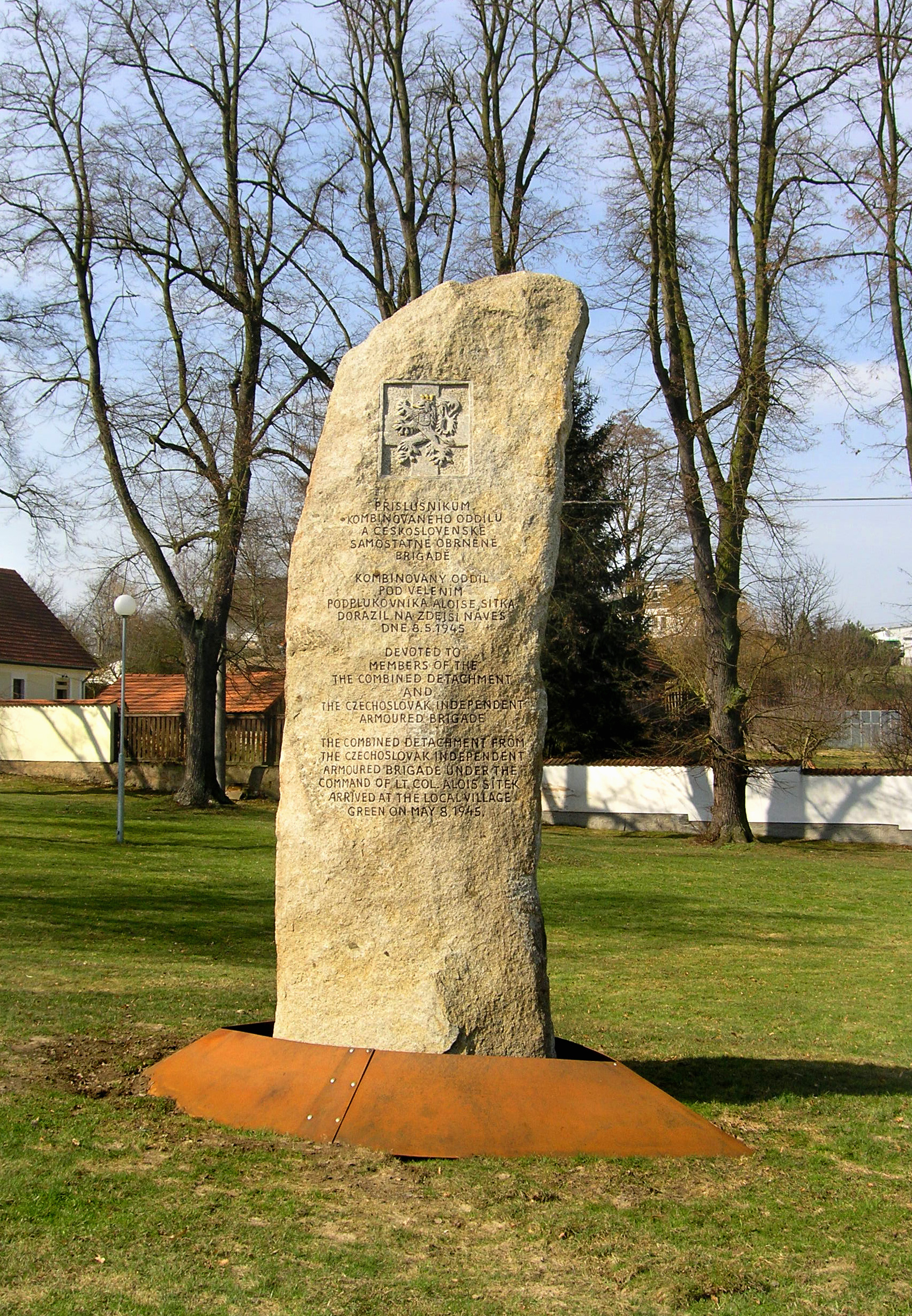
Památník osvobození v obci Kyšice

Kombinovaný oddíl se dostal do Chebu v poledne dne 1. května 1945. V pondělí 6. května 1945 bylo americkým velením rozhodnuto o přesunu Kombinovaného oddílu do Plzně. V úterý 7. května 1945 v 09:00 hodin Kombinovaný oddíl opustil Cheb, aby se přesunul do již osvobozené Plzně. Tam se dostal (obloukem přes Bavorsko po trase Mitterteich – Tirschenreuth – Haid – Weidhaus – Rozvadov – Stříbro) v 17:00 hodin téhož dne. Další cesta do Prahy nebyla možná. Existovaly dohody o demarkační linii, které se nesměly porušit. Po marném čekání na povolení cesty do Prahy skončil oddíl svou válečnou anabazi druhý den (8. května 1945) v nedaleké obci Kyšice.  Velitel Kombinovaného oddílu podplukovník Alois Sítek se telefonicky spojil s bojující Prahou, ale marně se pokoušel přesvědčit americké velení v Plzni o nutnosti postupu na Prahu. Vrchní velitel spojeneckých armád generál Eisenhower důsledně respektoval striktní přání Stalina, že město osvobodí jeho armáda.

### V Praze 10. května 1945
Štábní kapitán Jiří Pujman odjel 10. května 1945 ráno do Prahy (se svým řidičem rotným Ervínem Bellakem) s úkolem navázat spojení s vojenskými i civilními činiteli v hlavním městě. Téhož dne se jako zástupce Československé vojenské jednotky ze Západu oba účastnili (na vojenském letišti ve Kbelích) slavnostního uvítání členů naší exilové vlády, kteří se vrátili do vlasti.  Veden snahou získat povolení k přesunu Československého Kombinovaného oddílu z Kyšic na území Prahy jednal Jiří Pujman s generálem Karlem Kutlvašrem a generálplukovníkem Pavlem Semjonovičem Rybalkem.
Povolení k přesunu jednotky nakonec získal (10. května 1945) Kombinovaný oddíl přímo v Kyšicích od delegace Národního výboru v Praze. Její vedoucí (člen Národního výboru) kapitán Kudrnáč tvrdil, že Národní výbor očekává příjezd jednotky do hlavního města a že všechna povolení pro příjezd jednotky do Prahy jsou vyřízena. Po odjezdu pražské delegace z Kyšic se Kombinovaný oddíl začal připravovat na přesun do Prahy.

### Přesun do Prahy 11. května 1945
Dne 11. května 1945 poděkoval obecním rozhlasem velitel Kombinovaného oddílu podplukovník Alois Sítek místním občanům za přijetí a pohostinnost a v 10:00 vyrazila kolona Kombinovaného oddílu na přesunovou trasu: Kyšice – Rokycany – Beroun – Praha. Na hranice Prahy dorazil oddíl ve 14:00 (V Košířích je uvítal druhý zástupce velitele VVVP ”Bartoš” plukovník generálního štábu František Heřman.) Ještě na hranicích Velké Prahy dojel kolonu její velitel podplukovník Alois Sítek s rozkazem amerického sboru v Plzni: Československý kombinovaný oddíl musí zůstat v prostoru Plzeň a nesmí přijet do Prahy. Z technických důvodů nebylo možno zahájit ihned přesun zpět na výchozí pozici do obce Kyšice a proto bylo rozhodnuto ubytovat jednotku v Praze na jednu noc. Jednotka projela (jako první část československé zahraniční armády) Košířemi, Smíchovem, přes most Legií, Národní třídu, Václavské náměstí, pokračovala Ječnou ulici, přes Karlovo náměstí, dále pak Reslovou ulici a nábřežím zpět do Košíř. Vozidla jednotky byla zaparkována na fotbalovém hřišti klubu "Lev Košíře" Na Cibulce. Mužstvo bylo ubytováno po domech v soukromých bytech. Podplukovník Alois Sítek strávil tuto noc v pražském hotelu Alcron. Obyvatelstvo Košíř přijalo jednotku vřele. Mužstvo dostalo volno poté, co připravilo techniku na další přesun. 

### Odchod z Prahy 12. května 1945
Dne 12. května 1945 v 10:30 vyrazila kolona Kombinovaného oddílu z parkoviště na fotbalovém hřišti klubu "Lev Košíře" Na Cibulce po ose zpětného přesunu: Košíře – Beroun – Rokycany – Plzeň – Horní Bříza. Obyvatelstvo Horní Břízy jednotku srdečně uvítalo.

### Konec legend o Kombinovaném odílu
Po válce sice vzniklo mnoho legend o tom, že Kombinovaný oddíl dorazil do Prahy ještě před sovětskými jednotkami, ale výše uvedené skutečnosti hovoří o opaku. 

## Po válce
Jiří Pujman přišel do vlasti se západní armádou. Po únoru 1948 jej v padesátých letech několikrát vyslýchali. Při jednom z výslechů v Bartolomějské ulici dostal první infarkt. Na rozdíl od mnoha jeho přátel ale nebyl nikdy komunistickým režimem vězněn. Zemřel v Praze v roce 1964 (ve věku 60 let) na srdeční selhání.

## Osudy ostatních členů rodiny Jiřího Pujmana

### Manželka Marie Pujmanová
Manželku Marii Pujmanovou zatklo gestapo několik dní po odchodu jejího manžela do ilegality. Byla vězněna na Pankráci a vyslýchána v Petschkově paláci. Gestapo se snažilo získat přiznání o její spolupráci s Obranou národa, ale Marie nikoho neprozradila. Po čase byla podmínečně propuštěna na svobodu jako „volavka“. Gestapo ji neustále sledovalo v domnění, že při nejbližším jejím kontaktu s odbojem jí bude moci ilegální činnost dokázat. Po propuštění neměla v Praze zdroj obživy, tak jí bylo povoleno přestěhovat se k rodičům do Bavorova. Tam žila i její tehdy tříletá dcera Alja, kterou tam příbuzní z obavy před výslechy gestapa přesunuli ihned po odchodu Jiřího do ilegality. Marie Pujmanová vyšetřovatelům gestapa neprozradila, že vládne dobře německým jazykem. Dostala povolení učit železničáře německy, ale musela předtím složit z tohoto jazyka státní zkoušku v Písku. Po příjezdu do Písku byla zatčena gestapem. Byla odvezena do internačního tábora ve Svatobořicích, kde zůstala až do roku 1944. Jiří byl několik let nezvěstný a tak (za pomoci svého otce) požádala Marie o formální rozvod. Po rozvodu byla z internačního tábora propuštěna.

### Dcera Alja Pujmanová
Po odchodu Jiřího Pujmana do ilegality přestěhovali příbuzní jeho tehdy tříletou dceru Alju (z obavy před výslechy gestapa) nejprve ke známým do Žíchovce u Prachatic a později pak k její babičce do Prachatic. V létě 1942 (v souvislosti s represemi po atentátu na Reinharda Heydricha) byly transportovány děti odbojářů do internačních táborů. Jen duchapřítomnost Aljiny prababičky (schovala dívku v kostele pod svojí sukní a četníci vyplnili hlášení, že dívku na prohledávané adrese nenašli) uchránila tehdy pětiletou Alju před internací a v lepším případě před následnou převýchovou v německé rodině. V Prachaticích se tehdy osmiletá Alja dočkala osvobození. Její otec se do Prahy vrátil v květnu 1945 jako zástupce velitele tzv. československého Kombinovaného oddílu. Alja později vystudovala medicínu, vdala se (Vlasáková) a pracovala jako dětská lékařka.